# Жуков, Георгий Иванович
Георгий Иванович Жуков (25 марта 1913, село Плотниково, Томская губерния — 21 марта 1994) — участник Великой Отечественной войны, командир батальона 362-й стрелковой Верхнеднепровской Краснознамённой  дивизии, майор. Герой Советского Союза (1945).

## Биография
Родился 25 марта 1913 года в cеле Плотниково Алексеевской волости Томского уезда Томской губернии (ныне в Новосибирском районе Новосибирской области) в семье крестьян. Русский.
Окончил 6 классов. В 1929 году переехал в Новосибирск. Работал на заводе «Труд».
В Красную Армию призван Новосибирским райвоенкоматом в 1939 году. Окончил Томское военное пехотное училище. Участник советско-финской войны 1939—1940 годов. Член КПСС с 1942 года.
На фронте Великой Отечественной войны с 24 июня 1941 года, командовал батальоном 362-й Верхне-Днепровской Краснознамённой стрелковой дивизии. Особо отличился батальон под командованием Жукова 15 января 1945 года при прорыве сильно укреплённой обороны противника в районе населённого пункта Нова-Мшадла (юго-западнее Пулавы) и Зволеня (Польша). Чётко организованное взаимодействие стрелков, сапёров и артиллеристов обеспечило быстрый успех. Батальоном Жукова в этом бою уничтожено до трёх рот противника и пленено 125 фашистов.
После войны майор Жуков находился в запасе. Жил в Одессе. Работал мастером на Одесском механическом заводе.

## Память
В Новосибирске имя Героя Советского Союза Георгия Ивановича Жукова увековечено на Аллее Героев у Монумента Славы.

## Награды
- Указом Президиума Верховного Совета СССР от 24 марта 1945 года командиру батальона 1210-го стрелкового полка (362-я стрелковая дивизия, 33-я армия, 1-й Белорусский фронт) майору Жукову присвоено звание Героя Советского Союза.
- Награждён двумя орденами Красного Знамени, орденами Ленина, Александра Невского, Отечественной войны 1-й и 2-й степени, медалями.